# Brongebied
Een brongebied heeft in de hydrologie en meteorologie een verschillende betekenis.
In de meteorologie is het een gebied waar een luchtsoort ontstaat. Boven dit gebied neemt de lucht bepaalde eigenschappen aan, met name een bepaalde temperatuur en luchtvochtigheid. Het aardoppervlak van het brongebied moet daarom homogeen zijn en voldoende groot. Dit is het geval bij de oceanen, bij grote sneeuwvelden, woestijnen en uitgestrekte bossen en steppen. De temperatuur in het gebied moet ook ongeveer gelijk zijn. Langgerekte gebieden in oost-westelijke richting lenen zich daardoor beter als brongebied dan die in noord-zuidelijke richting. Om de eigenschappen over te nemen, moet de lucht ook lang genoeg in het gebied blijven. De benodigde lage luchtbeweging komt vooral voor in een hogedrukgebied, maar kan ook voorkomen bij uitgestrekte lagedrukgebieden.
In de hydrologie is het een gebied waar een rivier of beek zijn oorsprong heeft.